# La Guerre contre les Juifs

La Guerre contre les Juifs est un livre de 1975 écrit par Lucy S. Dawidowicz. Il s'agit d'un travail de recherche sur la destruction des Juifs d'Europe au cours de la Seconde Guerre mondiale. L’auteure a pour thèse qu'Adolf Hitler fit de sa politique d'extermination des populations juives une prérogative qui pouvait même s’exercer au détriment d'actions de guerre pragmatiques, comme le déplacement des troupes ou le renforcement des ponts de ravitaillement. À titre d'exemple, Lucy Dawidowicz note que Hitler retarda l'approvisionnement des troupes sur le front soviétique par chemin de fer pour que les trains puissent exécuter la déportation des Juifs d'URSS vers les camps d'extermination.
Lucy Dawidowicz trace également une ligne d'« ascendance antisémite » de Luther à Hitler, écrivant que tous deux étaient obsédés par l'« univers démonologisé » habité par les Juifs. Les similarités qu'on peut trouver entre les écrits anti-juifs de Luther, particulièrement Des Juifs et leurs mensonges, et les pamphlets antisémites ne doivent selon elle rien au hasard; ils sont au contraire dérivés d'une histoire commune de Judenhass (haine du Juif), dont elle fait remonter l'origine jusqu'au Livre d'Esther de la Bible, dans les conseils que donne Haman à Ahasuerus. Elle défend l'idée que, bien que l'antisémitisme moderne se fonde sur la nationalisme allemand, il puise ses sources dans l'antisémitisme chrétien de l'église catholique « sur lequel Luther a élaboré. »
Le livre donne également des listes ventilées par pays du nombre de Juifs tués au cours de la Seconde Guerre mondiale. En se basant sur les certificats de naissance et de décès dans de nombreuses villes d'Europe avant la guerre, Lucy Dawidowicz parvient à un nombre de 5,933,900 Juifs. Ce nombre a été établi malgré les nombreux documents perdus au cours de la guerre, et malgré le non enregistrement des naissances et décès dans les petites villes et villages.
Sa liste est comme suit:
| Pays ou territoire   | Estimation de la population juive avant la guerre | Estimation de la population juive annihilée | Tués (%) |
| -------------------- | ------------------------------------------------- | ------------------------------------------- | -------- |
| Pologne              | 3 300 000                                         | 3 000 000                                   | 90       |
| Pays baltes          | 253 000                                           | 228 000                                     | 90       |
| Allemagne & Autriche | 240 000                                           | 210 000                                     | 90       |
| Bohême & Moravie     | 90 000                                            | 80 000                                      | 89       |
| Slovaquie            | 90 000                                            | 75 000                                      | 83       |
| Grèce                | 70 000                                            | 54 000                                      | 77       |
| Pays-Bas             | 140 000                                           | 105 000                                     | 75       |
| Hongrie              | 650 000                                           | 450 000                                     | 70       |
| RSS de Bielorussie   | 375 000                                           | 245 000                                     | 65       |
| RSS d'Ukraine        | 1 500 000                                         | 900 000                                     | 60       |
| Belgique             | 65 000                                            | 40 000                                      | 60       |
| Yougoslavie          | 43 000                                            | 26 000                                      | 60       |
| Roumanie             | 600 000                                           | 300 000                                     | 50       |
| Norvège              | 1 800                                             | 900                                         | 50       |
| France               | 350 000                                           | 90 000                                      | 26       |
| Bulgarie             | 64 000                                            | 14 000                                      | 22       |
| Italie               | 40 000                                            | 8 000                                       | 20       |
| Luxembourg           | 5 000                                             | 1 000                                       | 20       |
| RSFS de Russie       | 975 000                                           | 107 000                                     | 11       |
| Danemark             | 8 000                                             | ?                                           | ?        |
| Finlande             | 2 000                                             | ?                                           | ?        |
| Total                | 8 861 800                                         | 5 933 900                                   | 67       |